# Hypoxis abyssinica
Hypoxis abyssinica är en enhjärtbladig växtart som beskrevs av Ferdinand von Hochstetter. Hypoxis abyssinica ingår i släktet Hypoxis och familjen Hypoxidaceae. Inga underarter finns listade i Catalogue of Life.